# 小行星29401
小行星29401（29401 Asterix）是一颗绕太阳运转的小行星，为主小行星带小行星。该小行星于1996年10月1日发现。

## 轨道参数
小行星29401的轨道半长轴为2.8276917 UA，离心率为0.093。